# Gearbox Software
Gearbox Software, L.L.C. este o companie de jocuri video, fondată în 1999 de către Randy Pitchford, Brian Martel, Stephen Bahl, Landon Montgomery și Rob Heironimus. Compania are sediul în orașul Plano din Texas, Statele Unite. Gearbox Software a început prin crearea de pachete de expansiuni pentru jocul creat de Valve, Half-Life, în 1999, respectiv Half-Life: Opposing Force în 1999, Half-Life: Blue Shift și Half-Life: Decay în 2001, și portarea Half-Life pentru consolă, precum Dreamcast și PlayStation 2. Gearbox Software sunt cei mai bine cunoscuți pentru seria Brothers in Arms creată în 2005 și seria Borderlands în 2009.
Gearbox s-a extins în publicație cu crearea lui Gearbox Publishing în 2015. O companie părinte, The Gearbox Entertainment Company, a fost înființată pentru Gearbox Software și Gearbox Publishing în 2019. Gearbox Entertainment a fost cumpărată de Embracer Group în aprilie 2021, devenind cea de-a șaptea casă majoră. O a treia divizie, Gearbox Studios, concentrată pe producții de film și televiziune, a fost înființată în octombrie 2021. Datorită unei restructurări majore urmând unei investiții eșuate, Embracer a anunțat planuri de cesionare a Gearbox la Take-Two Interactive, care a publicat anterior mai multe din jocurile lui Gearbox sub casa sa 2K, în martie 2024. Take-Two Interactive a închis achiziția sa a Gearbox Software pe 12 iunie 2024.

## Structura companiei
- The Gearbox Entertainment Company
  - Gearbox Properties
  - Gearbox Software
    - Gearbox Studio Montréal
    - Gearbox Studio Québec

  - Gearbox Studios